# 1726
Il 1726 (MDCCXXVI in numeri romani) è un anno  del XVIII secolo.

## Eventi
- Jonathan Swift scrive I viaggi di Gulliver.
- fondazione di Montevideo.

## Nati

### Gennaio
- 3 gennaio - Anna Blackburne, botanica e naturalista inglese († 1793)
- 5 gennaio - Alexandre Deleyre, scrittore francese († 1797)
- 11 gennaio - Pëtr Ivanovič Melissino, generale e nobile greco († 1797)
- 13 gennaio - Friedrich Wilhelm von Raison, politico e educatore tedesco († 1791)
- 18 gennaio - Enrico di Prussia, principe e generale prussiano († 1802)
- 26 gennaio - Augustin Roux, traduttore e medico francese († 1776)
- 28 gennaio - Christian Felix Weiße, poeta, scrittore e pedagogo tedesco († 1804)

### Febbraio
- 2 febbraio - Urbain-René de Hercé, vescovo cattolico francese († 1795)
- 4 febbraio - Jean-Jacques Blaise d'Abbadie, funzionario francese († 1765)
- 4 febbraio - Francesco di Monaco, principe monegasco († 1743)
- 5 febbraio - John Caillaud, generale britannico († 1812)
- 14 febbraio - Giuseppe Maria Scarampi, vescovo cattolico italiano († 1801)
- 20 febbraio - William Prescott, ufficiale statunitense († 1795)
- 23 febbraio - Prokop Adalbert Czernin von und zu Chudenitz, nobile boemo († 1777)
- 24 febbraio - Federico Antonio di Hohenzollern-Hechingen, generale e nobile tedesco († 1812)
- 25 febbraio - Guglielmina d'Assia-Kassel, nobile († 1808)
- 26 febbraio - Luigi Valadier, orafo e gioielliere italiano († 1785)
- 28 febbraio - Vasilij Jakovlevič Čičagov, ammiraglio e esploratore russo († 1809)

### Marzo
- 5 marzo - Claude-François-Xavier Millot, religioso e storico francese († 1785)
- 8 marzo - Richard Howe, I conte Howe, ammiraglio britannico († 1799)
- 11 marzo - Louise d'Épinay, scrittrice francese († 1783)
- 14 marzo - Esma Sultan, principessa ottomana († 1788)
- 14 marzo - Charles Augustin de Royrand, generale francese († 1793)
- 25 marzo - Jules Hercule Mériadec de Rohan-Guéméné, nobile francese († 1788)
- 27 marzo - Cristiano Alberto di Hohenlohe-Langenburg, nobile tedesco († 1789)
- 30 marzo - Giovanni Battista Nicolai, matematico e presbitero italiano († 1793)

### Aprile
- 5 aprile - Giovan Battista Campidori, architetto italiano († 1781)
- 5 aprile - Benjamin Harrison V, politico statunitense († 1791)
- 6 aprile - Gerardo Maiella, religioso italiano († 1755)
- 7 aprile - Charles Burney, compositore, organista e storico inglese († 1814)
- 8 aprile - William Gibbons, rivoluzionario e politico statunitense († 1800)
- 20 aprile - James Hay, XV conte di Erroll, nobile scozzese († 1778)
- 22 aprile - Bonifacio Da Ponte, vescovo cattolico italiano († 1810)
- 22 aprile - Joseph Johann Ferraris, generale e cartografo austriaco († 1814)

### Maggio
- 1º maggio - Justus Friedrich Wilhelm Zachariae, scrittore e poeta tedesco († 1777)
- 1º maggio - Antonio Zucchi, pittore italiano († 1795)
- 4 maggio - Giuseppe Cignaroli, pittore italiano († 1796)
- 11 maggio - Giovanni Guglielmo di Sassonia-Coburgo-Saalfeld, principe e militare († 1745)
- 13 maggio - Johann Georg Roederer, medico e anatomista tedesco († 1763)
- 14 maggio - Francesco Cantuti Castelvetri, poeta e letterato italiano († 1777)
- 14 maggio - Ludovico Manin, doge († 1802)
- 18 maggio - Archibald Montgomerie, XI conte di Eglinton, nobile, militare e politico scozzese († 1796)
- 20 maggio - Gabriel-François Doyen, pittore francese († 1806)
- 24 maggio - Pasquale Amati, storiografo italiano († 1796)
- 25 maggio - Giuseppe Paolucci, francescano e teorico della musica italiano († 1776)

### Giugno
- 3 giugno - James Hutton, geologo scozzese († 1797)
- 11 giugno - Maria Teresa Raffaella di Borbone-Spagna, spagnola († 1746)
- 14 giugno - Thomas Pennant, naturalista e antiquario gallese († 1798)
- 20 giugno - Luisa Enrichetta di Borbone-Conti, nobile francese († 1759)
- 22 giugno - Maria Luisa Gonzaga, nobile spagnola († 1773)
- 22 giugno - Francisco da Assunção e Brito, arcivescovo cattolico portoghese († 1808)
- 23 giugno - Franz de Paula Ulrich Kinsky von Wchinitz und Tettau, principe e militare austriaco († 1792)
- 24 giugno - Robert Monckton, generale e politico britannico († 1782)
- 25 giugno - Alessandro Maria Calefati, vescovo cattolico, archeologo e storico italiano († 1793)
- 26 giugno - Vittorio Amedeo III di Savoia, re († 1796)
- 29 giugno - Aleksandr Filippovič Kokorinov, architetto russo († 1772)

### Luglio
- 2 luglio - Giuseppe Beccadelli di Bologna, diplomatico e politico italiano († 1813)
- 5 luglio - Giovanni Agostino De Cosmi, pedagogista e filosofo italiano († 1810)
- 8 luglio - John Berkenhout, fisico, naturalista e scrittore britannico († 1791)
- 18 luglio - Innocenzo Spinazzi, scultore italiano († 1798)
- 19 luglio - Pierre-Charles Le Mettay, pittore francese († 1759)

### Agosto
- 9 agosto - Francesco Cetti, gesuita, zoologo e matematico italiano († 1778)
- 15 agosto - Carlo Antonio Martini, giurista italiano († 1800)
- 19 agosto - Giulio Cesare Viancini, arcivescovo cattolico italiano († 1797)
- 25 agosto - Giovanni Battista Alagona, vescovo cattolico italiano († 1801)
- 25 agosto - Benigno Zerafa, compositore maltese († 1804)
- 29 agosto - Guglielmo d'Assia-Philippsthal, nobile († 1810)

### Settembre
- 2 settembre - John Howard, filantropo britannico († 1790)
- 7 settembre - François-André Danican Philidor, compositore e scacchista francese († 1795)
- 14 settembre - Yosep IV Hindi († 1791)
- 18 settembre - Joannes-Henricus von Franckenberg, cardinale e arcivescovo cattolico tedesco († 1804)
- 21 settembre - Jovan Rajić, storico, teologo e docente serbo († 1801)
- 25 settembre - Angelo Maria Bandini, religioso, bibliotecario e collezionista d'arte italiano († 1803)

### Ottobre
- 1º ottobre - Vincenzo Ranuzzi, cardinale italiano († 1800)
- 6 ottobre - Maria Teresa Felicita d'Este, nobile italiana († 1754)
- 14 ottobre - Charles Middleton, I barone Barham, ammiraglio britannico († 1813)
- 15 ottobre - Tommaso Maria Gabrini, matematico italiano († 1808)
- 16 ottobre - Daniel Chodowiecki, pittore e incisore tedesco († 1801)
- 19 ottobre - Luisa di Danimarca, principessa danese († 1756)

### Novembre
- 3 novembre - Alessandro Di Meo, teologo e storico italiano († 1786)
- 4 novembre - Bartolomeo Maria Dal Monte, presbitero italiano († 1778)
- 4 novembre - Carlo Pergamo, vescovo cattolico italiano († 1785)
- 20 novembre - Oliver Wolcott, politico e militare statunitense († 1797)
- 22 novembre - Antonino Barcellona, presbitero e teologo italiano († 1805)
- 24 novembre - Ivan Grigor'evič Černyšëv, politico e ufficiale russo († 1797)
- 29 novembre - Giovanni Benedetto Giovanelli, politico italiano († 1791)
- 30 novembre - Jacques Aliamet, incisore e editore francese († 1788)

### Dicembre
- 1º dicembre - Paolo Maurizio Caissotti, vescovo cattolico italiano († 1786)
- 1º dicembre - Eggert Ólafsson, esploratore e scrittore islandese († 1768)
- 3 dicembre - George Wythe, giudice e politico statunitense († 1807)
- 5 dicembre - Cristiana Anna di Anhalt-Köthen, contessa († 1790)
- 12 dicembre - Francesco D'Adda, nobile e politico italiano († 1779)
- 18 dicembre - Ferdinand Maria von Lobkowicz, nobile e vescovo cattolico boemo († 1795)
- 25 dicembre - Christian Wilhelm Franz Walch, teologo e storico austriaco († 1784)

### Senza giorno specificato
- Alessandro di Georgia, principe georgiano († 1791)
- William Alexander, generale statunitense († 1783)
- Pietro Camporese, architetto italiano († 1781)
- Eyre Coote, militare e politico britannico († 1783)
- Gaetano Costalonga, pittore italiano († 1816)
- Antonio Dusi, pittore italiano († 1776)
- Francesco Giuseppe I del Liechtenstein, principe austriaco († 1781)
- Ignazio Galletti, architetto italiano († 1791)
- François-Thomas Germain, artista francese († 1791)
- Leopold Keckheisen, pittore austriaco († 1799)
- George William Lemon, lessicografo britannico († 1797)
- Pietro Maderni, scultore svizzero († 1790)
- Pavel Dmitrievič Mansurov, generale e principe russo († 1801)
- Edward Nairne, artigiano inglese († 1806)
- Cornelis Ploos van Amstel, pittore olandese († 1798)
- Johann Rall, militare tedesco († 1776)
- Giovenale Sacchi, religioso e musicologo italiano († 1789)
- Sergej Vasil'evič Saltykov, diplomatico russo († 1765)
- Katsukawa Shunshō, pittore e incisore giapponese († 1793)
- Jedediah Strutt, imprenditore e inventore inglese († 1795)
- Henry Vane, II conte di Darlington, ufficiale inglese († 1792)
- Alessandro Vasta, pittore italiano († 1793)
- Yeğen Hacı Mehmed Pascià, politico e militare ottomano († 1787)
- Marco della Tomba, missionario, indologo e traduttore italiano († 1803)

## Morti

### Gennaio
- 2 gennaio - Domenico Zipoli, gesuita, missionario e compositore italiano (n. 1688)
- 12 gennaio - Ercole Ludovico Turinetti di Priero, nobile italiano (n. 1658)
- 18 gennaio - Bartolomeo Girolamo Laurenti, compositore e violinista italiano (n. 1644)
- 19 gennaio - Giovanni Battista Tolomei, cardinale, filosofo e teologo italiano (n. 1653)
- 25 gennaio - Guillaume Delisle, cartografo e geografo francese (n. 1675)
- 27 gennaio - Philip Stanhope, III conte di Chesterfield, nobile inglese (n. 1673)

### Febbraio
- 2 febbraio - Girolamo di Colloredo-Waldsee, nobile e diplomatico austriaco (n. 1674)
- 9 febbraio - Johann Friedrich Karcher, architetto tedesco (n. 1650)
- 18 febbraio - Jacques Carrey, pittore francese (n. 1649)
- 26 febbraio - Massimiliano II Emanuele di Baviera, nobile (n. 1662)

### Marzo
- 3 marzo - Petronilla Paolini Massimi, poetessa italiana (n. 1663)
- 5 marzo - Evelyn Pierrepont, I duca di Kingston-upon-Hull, politico e nobile inglese
- 12 marzo - John Graydon, ammiraglio inglese (n. 1666)
- 13 marzo - Konstantin von Buttlar, abate tedesco (n. 1679)
- 20 marzo - Isaac Newton, matematico e fisico inglese (n. 1642)
- 25 marzo - Nicola Malinconico, pittore italiano (n. 1663)
- 26 marzo - John Vanbrugh, architetto e drammaturgo inglese (n. 1664)
- 27 marzo - Carlo Luigi Pietragrua, compositore italiano (n. 1665)

### Aprile
- 2 aprile - Pietro VI di Alessandria, vescovo cristiano orientale egiziano
- 12 aprile - Vincenzo Olivicciani, cantante italiano (n. 1647)
- 13 aprile - Giovannetta Antonietta di Sassonia-Eisenach, principessa (n. 1698)
- 18 aprile - Enrichetta Amalia di Anhalt-Dessau, nobile (n. 1666)
- 23 aprile - Giulio Piazza, cardinale e arcivescovo cattolico italiano (n. 1663)
- 24 aprile - Cristiano Augusto di Holstein-Gottorp, vescovo luterano tedesco (n. 1673)
- 28 aprile - Thomas Pitt, mercante e politico britannico (n. 1658)

### Maggio
- 1º maggio - Lorenzo Maria Fieschi, cardinale e arcivescovo cattolico italiano (n. 1642)
- 10 maggio - Charles Beauclerk, I duca di St. Albans, nobile inglese (n. 1670)
- 10 maggio - Tommaso Mattei, architetto italiano (n. 1652)
- 13 maggio - Francesco Antonio Pistocchi, compositore, contraltista e librettista italiano (n. 1659)

### Giugno
- 9 giugno - Adrien de Pauger, ingegnere e cartografo francese
- 11 giugno - Vincenzo Bacallar, ufficiale, storico e linguista spagnolo (n. 1669)
- 12 giugno - Fabrizio Paolucci, cardinale e arcivescovo cattolico italiano (n. 1651)
- 18 giugno - Michel-Richard Delalande, compositore e musicista francese (n. 1657)

### Luglio
- 1º luglio - Carlotta di Hanau-Lichtenberg, nobile tedesca (n. 1700)
- 2 luglio - Aurora Sanseverino, nobildonna, poetessa e mecenate italiana (n. 1669)
- 3 luglio - Galeazzo Marescotti, cardinale e arcivescovo cattolico italiano (n. 1627)
- 3 luglio - Anikita Ivanovič Repnin, generale russo (n. 1668)
- 4 luglio - Henry Bentinck, I duca di Portland, politico inglese (n. 1682)
- 5 luglio - Domenico Viva, gesuita e teologo italiano (n. 1648)
- 8 luglio - Antonio Maria Bononcini, violoncellista e compositore italiano (n. 1677)
- 12 luglio - William Fly, pirata britannico
- 16 luglio - Massimiliano Guglielmo di Brunswick-Lüneburg, principe e militare tedesco (n. 1666)
- 17 luglio - William Cadogan, I conte Cadogan, nobile e ufficiale inglese (n. 1675)
- 20 luglio - Alessandro Burgos, vescovo cattolico italiano (n. 1666)
- 20 luglio - Johann Dientzenhofer, architetto tedesco (n. 1663)
- 22 luglio - Hugh Drysdale, politico e militare britannico
- 26 luglio - Carmine Nicolao Caracciolo, nobile spagnolo (n. 1671)
- 31 luglio - Nicolaus II Bernoulli, matematico e fisico svizzero (n. 1695)

### Agosto
- 4 agosto - Carlo I Federico di Montmorency-Luxembourg, nobile e generale francese (n. 1662)
- 8 agosto - Augusta di Baden-Baden, principessa tedesca (n. 1704)
- 11 agosto - Emilio Giacomo Cavalieri, vescovo cattolico italiano (n. 1663)
- 12 agosto - Antonio Palomino, pittore, storico dell'arte e biografo spagnolo (n. 1655)
- 14 agosto - Bernardina Sofia della Frisia orientale-Rietberg, contessa e badessa (n. 1654)
- 20 agosto - Mary Bentinck, nobildonna inglese (n. 1679)
- 25 agosto - Hagopdjan de Deritchan, diplomatico e nobile persiano
- 29 agosto - Antonio Bellucci, pittore e decoratore italiano (n. 1654)
- 30 agosto - Eleonora Guglielmina di Anhalt-Köthen, nobile tedesco (n. 1696)

### Settembre
- 16 settembre - Jakob Prandtauer, architetto austriaco (n. 1660)
- 17 settembre - Louis Remy de la Fosse, architetto francese (n. 1659)

### Ottobre
- 9 ottobre - Casimiro Guglielmo d'Assia-Homburg, principe tedesco (n. 1690)
- 10 ottobre - Tommaso Redi, pittore italiano (n. 1665)
- 16 ottobre - Giovanni Maria Capelli, compositore italiano (n. 1648)
- 21 ottobre - Gerard Valck, incisore, disegnatore e cartografo olandese (n. 1651)
- 29 ottobre - Jean Boivin, scrittore francese (n. 1663)

### Novembre
- 5 novembre - Antonio Pacchioni, anatomista italiano (n. 1664)
- 5 novembre - Mary Tudor, contessa di Derwentwater, nobildonna e attrice inglese (n. 1673)
- 7 novembre - Lodovico Sergardi, poeta italiano (n. 1660)
- 13 novembre - Sofia Dorotea di Celle, principessa (n. 1666)
- 15 novembre - Giacomo del Pò, pittore e incisore italiano (n. 1654)
- 16 novembre - Philip Michael Ellis, vescovo cattolico inglese (n. 1652)
- 16 novembre - Bernardino Scotti, cardinale italiano (n. 1656)
- 20 novembre - Callinico III di Costantinopoli, arcivescovo ortodosso greco
- 22 novembre - Anton Domenico Gabbiani, pittore italiano (n. 1652)
- 28 novembre - Maddalena Sibilla di Sassonia-Weissenfels, duchessa tedesca (n. 1673)

### Dicembre
- 2 dicembre - Maria Isabella Gonzaga, nobildonna italiana (n. 1680)
- 18 dicembre - Giorgio Guglielmo di Brandeburgo-Bayreuth, nobile (n. 1678)
- 23 dicembre - Giovanni Battista Bussi, cardinale e arcivescovo cattolico italiano (n. 1656)

### Senza giorno specificato
- Sultan Husayn, sovrano persiano (n. 1668)
- Giovanni Raffaele Badaracco, pittore italiano (n. 1648)
- Giovanni Battista Barilli, intagliatore e scultore italiano (n. 1666)
- Andreas Gottlieb von Bernstorff, politico tedesco (n. 1640)
- Anton Francesco Bertini, medico italiano (n. 1658)
- Maurizio Francesco Bruno, pittore italiano (n. 1648)
- Jean-Baptiste Bullet de Chamblain, architetto francese (n. 1665)
- Jacopino Consetti, pittore italiano (n. 1651)
- Gregorio De Ferrari, pittore italiano (n. 1647)
- Domenico Maria De Mari, doge italiano (n. 1653)
- Johannes Glauber, pittore, disegnatore e incisore olandese (n. 1646)
- Jan de Groot, pittore olandese (n. 1650)
- Zeger Jacob van Helmont, pittore fiammingo (n. 1683)
- Giorgio IV Gurieli, re
- Michel Landois, pittore francese (n. 1696)
- Santino Lavazza, liutaio italiano (n. 1689)
- Gilles Charles des Nos, ammiraglio francese (n. 1653)
- François Poullain de La Barre, filosofo e scrittore francese (n. 1647)
- Claude Sicard, missionario e egittologo francese (n. 1677)
- Daniello Solaro, scultore italiano (n. 1649)
- Daniël Stopendaal, incisore e disegnatore olandese (n. 1672)
- John Talman, architetto britannico (n. 1677)
- Jan Van Vianen, incisore, pittore e disegnatore olandese (n. 1660)
- Daniel Whitby, teologo e biblista britannico (n. 1638)
- Sa'ud ibn Muhammad ibn Muqrin, nobile arabo (n. 1640)

## Calendario
| Calendario 1726 | Calendario 1726 | Calendario 1726 | Calendario 1726 | Calendario 1726 | Calendario 1726 | Calendario 1726 | Calendario 1726 | Calendario 1726 | Calendario 1726 | Calendario 1726 | Calendario 1726 | Calendario 1726 | Calendario 1726 | Calendario 1726 | Calendario 1726 | Calendario 1726 | Calendario 1726 | Calendario 1726 | Calendario 1726 | Calendario 1726 | Calendario 1726 | Calendario 1726 | Calendario 1726 | Calendario 1726 | Calendario 1726 | Calendario 1726 | Calendario 1726 | Calendario 1726 | Calendario 1726 | Calendario 1726 | Calendario 1726 | Calendario 1726 |
| --------------- | --------------- | --------------- | --------------- | --------------- | --------------- | --------------- | --------------- | --------------- | --------------- | --------------- | --------------- | --------------- | --------------- | --------------- | --------------- | --------------- | --------------- | --------------- | --------------- | --------------- | --------------- | --------------- | --------------- | --------------- | --------------- | --------------- | --------------- | --------------- | --------------- | --------------- | --------------- | --------------- |
|                 | 1               | 2               | 3               | 4               | 5               | 6               | 7               | 8               | 9               | 10              | 11              | 12              | 13              | 14              | 15              | 16              | 17              | 18              | 19              | 20              | 21              | 22              | 23              | 24              | 25              | 26              | 27              | 28              | 29              | 30              | 31              |                 |
| Gennaio         | Ma              | Me              | Gi              | Ve              | Sa              | Do              | Lu              | Ma              | Me              | Gi              | Ve              | Sa              | Do              | Lu              | Ma              | Me              | Gi              | Ve              | Sa              | Do              | Lu              | Ma              | Me              | Gi              | Ve              | Sa              | Do              | Lu              | Ma              | Me              | Gi              |                 |
| Febbraio        | Ve              | Sa              | Do              | Lu              | Ma              | Me              | Gi              | Ve              | Sa              | Do              | Lu              | Ma              | Me              | Gi              | Ve              | Sa              | Do              | Lu              | Ma              | Me              | Gi              | Ve              | Sa              | Do              | Lu              | Ma              | Me              | Gi              |                 |                 |                 |                 |
| Marzo           | Ve              | Sa              | Do              | Lu              | Ma              | Me              | Gi              | Ve              | Sa              | Do              | Lu              | Ma              | Me              | Gi              | Ve              | Sa              | Do              | Lu              | Ma              | Me              | Gi              | Ve              | Sa              | Do              | Lu              | Ma              | Me              | Gi              | Ve              | Sa              | Do              |                 |
| Aprile          | Lu              | Ma              | Me              | Gi              | Ve              | Sa              | Do              | Lu              | Ma              | Me              | Gi              | Ve              | Sa              | Do              | Lu              | Ma              | Me              | Gi              | Ve              | Sa              | Do              | Lu              | Ma              | Me              | Gi              | Ve              | Sa              | Do              | Lu              | Ma              |                 |                 |
| Maggio          | Me              | Gi              | Ve              | Sa              | Do              | Lu              | Ma              | Me              | Gi              | Ve              | Sa              | Do              | Lu              | Ma              | Me              | Gi              | Ve              | Sa              | Do              | Lu              | Ma              | Me              | Gi              | Ve              | Sa              | Do              | Lu              | Ma              | Me              | Gi              | Ve              |                 |
| Giugno          | Sa              | Do              | Lu              | Ma              | Me              | Gi              | Ve              | Sa              | Do              | Lu              | Ma              | Me              | Gi              | Ve              | Sa              | Do              | Lu              | Ma              | Me              | Gi              | Ve              | Sa              | Do              | Lu              | Ma              | Me              | Gi              | Ve              | Sa              | Do              |                 |                 |
| Luglio          | Lu              | Ma              | Me              | Gi              | Ve              | Sa              | Do              | Lu              | Ma              | Me              | Gi              | Ve              | Sa              | Do              | Lu              | Ma              | Me              | Gi              | Ve              | Sa              | Do              | Lu              | Ma              | Me              | Gi              | Ve              | Sa              | Do              | Lu              | Ma              | Me              |                 |
| Agosto          | Gi              | Ve              | Sa              | Do              | Lu              | Ma              | Me              | Gi              | Ve              | Sa              | Do              | Lu              | Ma              | Me              | Gi              | Ve              | Sa              | Do              | Lu              | Ma              | Me              | Gi              | Ve              | Sa              | Do              | Lu              | Ma              | Me              | Gi              | Ve              | Sa              |                 |
| Settembre       | Do              | Lu              | Ma              | Me              | Gi              | Ve              | Sa              | Do              | Lu              | Ma              | Me              | Gi              | Ve              | Sa              | Do              | Lu              | Ma              | Me              | Gi              | Ve              | Sa              | Do              | Lu              | Ma              | Me              | Gi              | Ve              | Sa              | Do              | Lu              |                 |                 |
| Ottobre         | Ma              | Me              | Gi              | Ve              | Sa              | Do              | Lu              | Ma              | Me              | Gi              | Ve              | Sa              | Do              | Lu              | Ma              | Me              | Gi              | Ve              | Sa              | Do              | Lu              | Ma              | Me              | Gi              | Ve              | Sa              | Do              | Lu              | Ma              | Me              | Gi              |                 |
| Novembre        | Ve              | Sa              | Do              | Lu              | Ma              | Me              | Gi              | Ve              | Sa              | Do              | Lu              | Ma              | Me              | Gi              | Ve              | Sa              | Do              | Lu              | Ma              | Me              | Gi              | Ve              | Sa              | Do              | Lu              | Ma              | Me              | Gi              | Ve              | Sa              |                 |                 |
| Dicembre        | Do              | Lu              | Ma              | Me              | Gi              | Ve              | Sa              | Do              | Lu              | Ma              | Me              | Gi              | Ve              | Sa              | Do              | Lu              | Ma              | Me              | Gi              | Ve              | Sa              | Do              | Lu              | Ma              | Me              | Gi              | Ve              | Sa              | Do              | Lu              | Ma              |                 |